# 歐陽漪棻
歐陽漪棻（德語：Heinz Ouyang；1929年8月3日—2020年5月5日），中華民國空軍上校及戰鬥機飛行員，中德混血兒，籍貫廣東新會。1956年「721馬祖空戰」中擊落2架、重傷2架中国人民解放军空军米格-17战斗机而聞名，並獲頒青天白日勳章。

## 生平

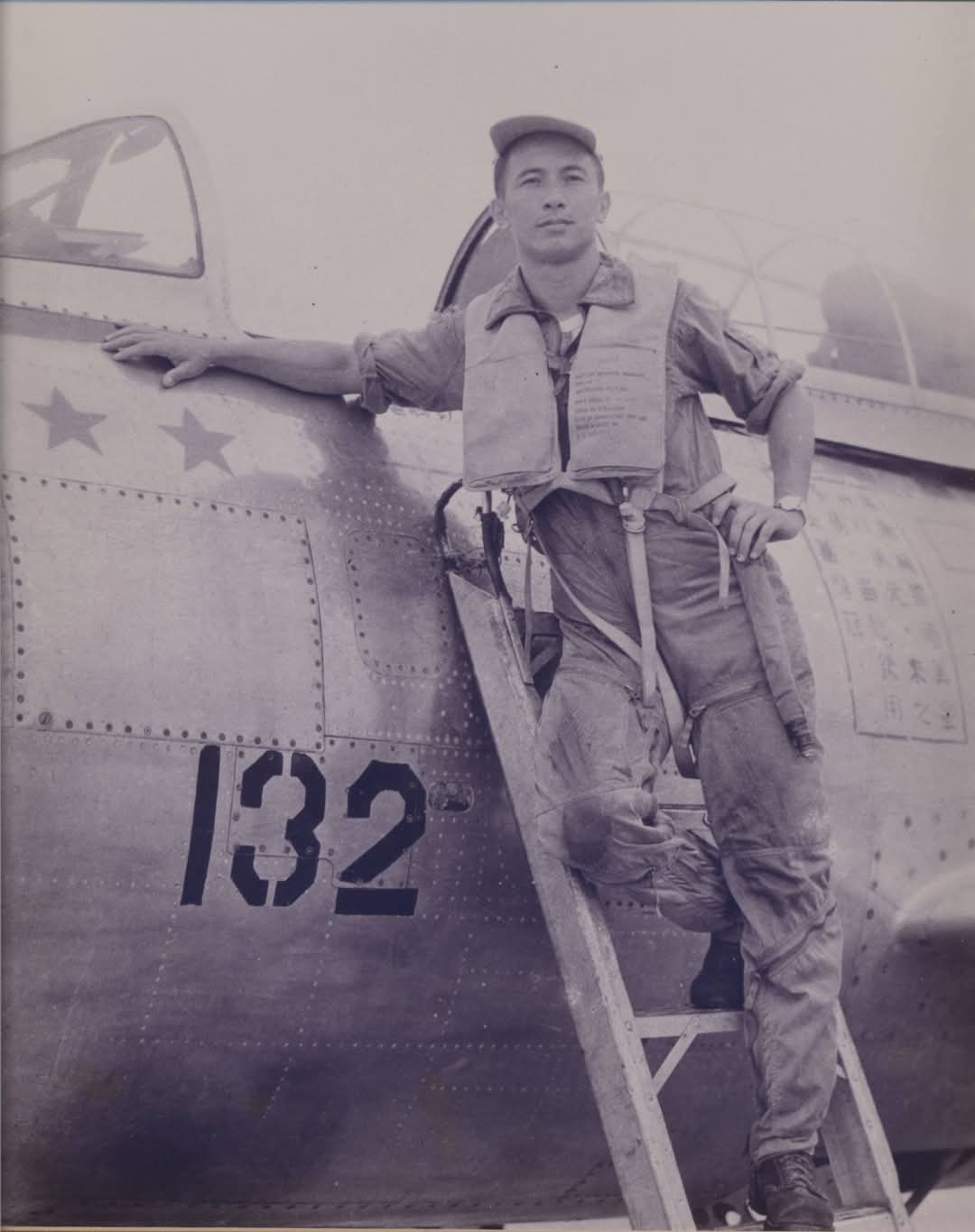
歐陽漪棻中尉與F-84G 132號機合影

1929年，歐陽漪棻出生於廣州一間德國人營運的醫院，父親是留德學醫的廣東新會人歐陽慧漗，母親為德國人艾爾切（Eltche Alierman），因此歐陽漪棻擁有德國名字海因茨（Heinz）。幼年時經歷戰亂，日軍占領廣州前隨母親遷徙至澳門，後再展轉至西江、廣西、貴陽，1945年前往重慶報考空軍幼年學校。1949年搭空軍幼校專機前往台灣，為該校第6期畢業生。1951年6月，他進入空軍官校32期飛行戰鬥科就讀，1952年畢業後分發至空軍嘉義基地第四大隊，1953年前往美國接受噴射機換裝訓練，隔年在亞利桑那州威廉斯空軍基地結訓。
1956年7月21日，時任空軍中尉的歐陽漪棻與嘉義基地第四大隊領隊少校牛迅（1號機）、中尉礎（2號機）、上尉蔡雲輝（3號機）駕駛F-84戰鬥機（4號機）前往馬祖掩護偵察機偵照，遭遇中国人民解放军空军15師45團。在空戰中，歐陽漪棻獨力擊落兩架米格-17（宋義春、劉葉臣座機）、擊傷兩架米格-17，被稱為「721馬祖空戰大捷」。由於F-84在朝鲜战争時被視為並非米格-15的對手，這次卻能打敗更先進的米格-17，空軍、美軍顧問甚至飛機原廠都大為驚喜。時任總統蔣中正決定破格頒發青天白日勳章。歐陽漪棻與戰友坐著吉普車隊在臺北市街頭遊行，接受民眾歡呼。大批情書更寄到嘉義基地，希望和他交朋友。1957年4月17日，歐陽漪棻和相識兩年的女友護士沈一澄在臺北結婚。
1972年，歐陽漪棻以上校軍階退役進入民航局工作，擔任首位臺灣桃園國際機場副主任，亦曾赴美擔任軍事採購考校官。1993年2月到俄罗斯試飛苏-27战斗机。1994年退休後移民美國，後來決定回臺灣擔任教會志工。
退休後，歐陽漪棻從事基督教傳福音等服事工作，深入老人療養院及少年感化院傳遞福音。晚年居住在臺中市，多次前往空軍第三戰術戰鬥機聯隊進行專題講演，分享與傳承飛行技術、愛國信念與奮勇抗敵等經驗。
2020年5月5日中午於臺中榮民總醫院病逝，享耆壽90歲，14日早上在台中市立殯儀館舉行基督教入殮聚會。除了總統蔡英文頒發旌忠狀，副總統陳建仁也親往代表總統頒給褒揚令，同時由前行政院院長唐飛率覆旗官替歐陽漪棻覆蓋國旗，表揚他一生的貢獻，場面備極哀榮。國防部副部長張哲平上將、空軍司令熊厚基上將、台中市市長盧秀燕和歐陽漪棻的許多軍中同袍、故舊上午都前往致意，褒揚令全文為：

國防部前空軍總司令部上校行政參謀官歐陽漪棻，雋才卓朗，弘敏英拔。少歲日寇侵陷，狼煙四起，自矢請纓戎軒，卒業空軍軍官學校，凌雲襟抱，展翅摶鵬。嗣奉派預參美軍發動機暨噴射機飛行研習培訓，張拓前瞻軍防視野，增益優茂素養知能，朝兢夕惕，暉光日新。歷任飛行官、分隊長、戰術考核官暨駐美採購團軍資組組員等職，持秉遠馭征戍要責，殫力遏阻敵方逼擾；探求尖端邊需武備，厚植多元合作交流，瀝膽披肝，時艱彌奮。民國45年7月21日，銜命疾馳福建平潭上空，掌執偵照掩護任務，橫遭共機群環伺攔截，依藉高超技藝洞識，控御F-84戰機迎拒，痛殲擊傷米格17各二架，克成馬祖空戰大捷壯舉，爰獲頒青天白日勳章殊譽，焚舟濟河，巖疆抗禦；迴天運斗，振勵人心。榮退迭赴營區宣暢宿志，標揚守土安民誓念，體現戰術傳承丹衷，貞固胸臆，後輩欽仰。綜其生平，追效筧橋拱衛華夏遺風，重創赤氛進犯臺海妄圖，兵銷革偃，鐵翼干城；奇功義烈，懋績永昭。遽聞遐齡殂殞，悼惜彌殷，應予明令褒揚，用示政府崇表忠藎之至意。

總　　　統　蔡英文　　　　

行政院院長　蘇貞昌　　　　

## 外部連結
- 721空戰英雄歐陽漪棻專訪 （页面存档备份，存于），國防新聞網。